# 亞歷山德羅瓦茨
亞歷山德羅瓦茨是塞爾維亞的城鎮，由拉辛那州負責管轄，位於該國中南部，面積387平方公里，海拔高度370米，該地區自公元前四世紀有人類居住，2011年人口6,265。

## 外部連結
- Aleksandrovac Official Site （页面存档备份，存于）
- http://plavosrce.com （页面存档备份，存于）  /razvojna inicijativa oblasti/